# Universidad Abierta de Grecia
La Universidad Abierta de Grecia (en griego: Ελληνικό Ανοικτό Πανεπιστήμιο) es una universidad de enseñanza a distancia. Se fundó en 1992. Está ubicada en Patras.